# Michal Biran
Michal Biran (hebr.:  מיכל בירן, ur. 28 czerwca 1978 w Izraelu) – izraelska politolog i polityk, w latach 2013–2019 poseł do Knesetu z list Partii Pracy i Unii Syjonistycznej

## Życiorys
Urodziła się 28 czerwca 1978 w Izraelu.
Służbę wojskową zakończyła w stopniu sierżanta. Ukończyła politologię na Uniwersytecie Telawiwskim.
Od 2010 była przewodniczącą młodzieżówki Partii Pracy. W wyborach parlamentarnych w 2013 po raz pierwszy dostała się do izraelskiego parlamentu z listy tego ugrupowania. W kolejnych wyborach ponownie zdobyła mandat poselski, tym razem z listy Unii Syjonistycznej czyli koalicji Partii Pracy i Ruchu (Ha-Tenu’a).
W kwietniu 2019 utraciła miejsce w parlamencie.

## Życie prywatne
Jest niezamężna, mieszka w Tel Awiwie.